# Thori(IV) oxide
Thori(IV) oxide, hay thori dioxide là một oxide vô cơ của thori có công thức ThO2. Nó được sử dụng làm chất xúc tác trong điều chế acid cyanhydric và natri cyanide, dung môi điều chế một số kim loại hoạt động hóa học yếu như vàng, bạc, đồng, thủy ngân,... Nó còn được sử dụng làm chất ổn định trong các điện cực wolfram trong kỹ thuật hàn khí trơ wolfram, ống điện, động cơ máy bay. Nhiệt độ nóng chảy của nó vào khoảng 3300 °C, cao nhất trong tất cả các oxide hiện nay được biết.